# YOU GET TO BURNING
《YOU GET TO BURNING》是松泽由美的主打出道单曲和桑岛法子的第一支单曲。

## 概要
- 1996年10月23日由King Records发行原版之後，于2010年2月17日以数字化处理后发表重制版。
- 演唱同捆歌曲《私らしく》的桑島法子，以本作为正式出道单曲。
- 2005年9月7日，Angela发表同一单曲的翻唱版本（详见#angela的翻唱版本）。

## 曲目列表

### 原版
1. YOU GET TO BURNING [4:12]
作詞：有森聡美、作曲・編曲：大森俊之
  - 東京電視台系日本電視動畫《機動戰艦》片头曲
2. 私らしく [4:53]
作詞：松浦有希、作曲：松浦有希・吉田潔、編曲：松浦有希・吉田潔
  - 东京电视台系日本电视动画《機動戰艦》片尾曲
3. YOU GET TO BURNING（off vocal）
4. 私らしく（off vocal）

### 重制版
1. YOU GET TO BURNING [4:12]
作詞：有森聡美、作曲・編曲：大森俊之
  - 东京电视台系日本电视动画《機動戰艦》片头曲
2. 私らしく [4:54]
作詞：松浦有希、作曲：松浦有希・吉田潔、編曲：松浦有希・吉田潔
3. Dearest [5:20]
作詞：有森聡美、作曲・編曲：大森俊之
  - 劇場版动画《機動戰艦 The prince of darkness》主題歌
4. YOU GET TO BURNING（off vocal）
5. 私らしく（off vocal）
6. Dearest（off vocal）

## angela的翻唱版本

### 曲目列表
1. YOU GET TO BURNING [4:12]
作詞：有森聡美、作曲：大森俊之、編曲：KATSU
2. Dearest [4:35]
作詞：有森聡美、作曲：大森俊之、編曲：KATSU
3. YOU GET TO BURNING（off vocal）
4. Dearest（off vocal）